# Karl Deininger
Karl Deininger (* 13. März 1896 in Stuttgart; † 8. Juli 1956 ebenda) war ein deutscher Bauingenieur. Er war Ingenieur bei Wayss & Freytag.
Deininger begann sein Bauingenieursstudium an der TH Stuttgart während des Ersten Weltkriegs, war Soldat und beendete sein Studium 1921. Er war ein Schüler von Emil Mörsch, der ihn zu Wayss & Freytag vermittelte. Dort war er in den Konstruktionsbüros in Stuttgart, München und Hamburg, war kurz in Brasilien und danach technischer Leiter des Büros in Hamburg. 1931 promovierte er bei Mörsch (Die Entwicklung des Eisenbetonschornsteins in Theorie und Praxis). Ab 1939 war er als Nachfolger von Mörsch Professor für Eisenbeton und Baustatik in Stuttgart.
Er beriet bei Eisenbetonprojekten im Brückenbau, Hochbau und Tiefbau (zum Beispiel Stuttgarter Fernsehturm, Rosensteinbrücke in Bad Cannstatt, Donautalbrücke Untermarchtal) und begleitete an der TH Stuttgart neue Beton-Wandbauweisen für Hochhäuser (Feldner-Bauweise mit Beton zwischen verlorenen Gipsplattenschalungen oder Wände aus Splittbeton). Seine Untersuchungen unbewehrter Betonwände führten zur Änderung der Mindestwanddicke von 30 cm Anfang der 1950er Jahre zu 10 cm, was damals auf heftigen Widerstand stieß. Außerdem galt er als Experte für Spannbeton.
Viele seiner Arbeiten erschienen in der Forschungsgemeinschaft Bauen und Wohnen in Stuttgart.

## Schriften (Auswahl)
- Die Bemessung im Eisenbetonbau auf Grund der Bestimmungen des Deutschen Ausschusses für Stahlbeton, DIN 1045 vom Jahr 1943, Herausgeber Emil Mörsch unter Mitwirkung von Karl Deininger, Stuttgart: Wittwer 1950
- mit Ludwig Graf: Tragende Querwände als Bauprinzip im Wohnungsbau, Veröffentlichung der Forschungsgemeinschaft Bauen und Wohnen, Stuttgart 1950
- mit Karl Gösele, Walter Schüle: Massivdecken im Wohnungsbau, Veröffentlichung der Forschungsgemeinschaft Bauen und Wohnen, Stuttgart, 1950, 2. Auflage 1956